# Sombrero
 Der er for få eller ingen kildehenvisninger i denne artikel, hvilket er et problem. Du kan hjælpe ved at angive troværdige kilder til de påstande, som fremføres i artiklen.

Sombrero er et spansk ord for hat. På dansk og mange andre sprog anvendes ordet som betegnelse på de bredskyggede, oftest flettede hatte, der benyttes i Latinamerika. Særlig kendte er "mexicanerhattene", sombreroerne i Mexico, som har en høj puld og en særlig bred skygge. Varianter af disse hatte er anvendt af landarbejdere og andre i flere århundreder som beskyttelse mod solen. Sombreroer er i dag en del af den traditionelle folkedragt mange steder med spansk kulturbaggrund. Spanske sombreroer har også givet ophav til den nordamerikanske cowboyhat.
Sombreroer er som oftest fremstillet af filt eller flettet halm.

## Baggrund, brug og udbredelse

### Historik
Den runde sombrero stammer fra spansk herremode i 1500-tallet, hvor det var almindelig at gå med kappe og stive hatte med bred skygge. Disse hate udviklede sig til de store kavalérhatte, som igen udviklede sig til trekantede hatte i 1600- og 1700-tallet.
Sombreroer blev sædvanlig hovedbeklædning for bønder og hyrder i Mellem- og Sydamerika under den spanske kolonisering, hvor den spanske hat blev båret poncho eller andre typer af kappe. I 1800-tallet blev sombreroerne særlig udbredt blandt ridende kvægdrivere, en type hyrder, der i Mexico blev kaldt vaqueros eller charros, i Venezuela llaneros, i Argentina og Uruguay gauchos, i Peru morochuco og piajenos, i Chile huasos og i Ecuador chargas. I Mexico fik sombreroerne ekstremt stor, ofte oprullet skygge.
Den spanske hattemode dannede også grundlag for cowboyhattene i Nordamerika, som særlig hattefabrikanten Stetson udviklede og gjorde populære fra 1860-tallet og frem.

### Typer og navn
Navnet sombrero kommer fra det spanske ordet sombra, der betyder "skygge". På spansk bruges betegnelsen om alle typer hatte, ikke bare den mexicanske variant som på spansk kaldes sombrero mexicano, "mexicanerhat", et navn som også er almindeligt på dansk. I Mexico kaldes sådanne hatte sombrero charro efter charroerne, de mexicanske cowboys.
Ellers findes der forskellige sombreroer med navn fra flere steder og distrikter. Mange ligner cowboyhatte og andre typer solhatte af fletværk. For eksempel har sombrero cordobés, en sombrerovariant fra Córdoba i Spanien, stiv, rund skygge og flad puld, der ligner en stor straw boater, en type stråhat, som var særlig populær i USA og Vesten i 1920'erne, eller hatten hos venetianske gondolierer. Sombrero Vueltiao er en sombrero, som er blevet et symbol for Colombia. Hatten har tydelige mønstre og er mere formet som en cowboyhat end den cirkelrunde mexicanerhat.
Sombrero de catite (catite) er en mere usædvanlig hat med konisk puld og høj, cirkelrund skygge. Den har traditionelt blevet båret af mænd i Andalusien i Spanien, gerne over et knyttet hovedtørklæde. Sombrero calañés (også kaldt sombrero castoreño) fra Calañas i Andalucíen er en mindre og lavere variant af denne.

## Galleri
- Den mexicanske revolutionshelt Emiliano Zapata med familie iført charrodragt, patronbælter og mexicanerhatte omkring 1910.
- En samling farverige, mexicanske sombreroer.
- Sombrero cordobés er en traditionel type stive, bredskyggede stråhatte fra Córdoba i Spanien.
- En traditionel sombrero vueltiao fra Colombia.